# クロホオヒゲコウモリ
クロホオヒゲコウモリ（学名：Myotis pruinosus）は、コウモリ目（翼手目）・ヒナコウモリ科・ホオヒゲコウモリ属に分類されるコウモリの一種。

## 分布
日本固有種で、本州、四国、九州に分布する。

## 特徴
前腕長30-34mm、頭胴長38-44mm、尾長33-44mm、体重4-7g。その名のとおり、体色は黒っぽい。刺毛の先端に銀色の金属光沢をもつ。
近縁のヒメホオヒゲコウモリよりも標高の低い照葉樹林などの原生林に生息する。四国では標高の高い地域で発見されている。明るい昼間は樹洞に隠れており、夜になると昆虫を捕らえるなど活発に活動する。

## 保全状況評価
- Template:絶滅危惧Ⅱ類